# AEC Q-Type
O AEC Q-Type foi um ônibus britânico produzido pela empresa Associated Equipment Company AEC, possuía duas variantes: uma simples e uma de dois andares. Seu designer, G. J. Rackham, que visitará os Estados Unidos, notou que a empresa Fageol Twin Coach tinha um grande sucesso de vendas com um modelo Twin Coach de 1925 e decidiu idealizar um modelo similar para o mercado do Reino Unido. Lançado em 1932 como AEC Q-Type não obteve o mesmo sucesso que o seu parente americano da Twin Coach, e sua produção foi encerrada em 1937.